# Nacaduba macrophthalma
Nacaduba macrophthalma är en fjärilsart som beskrevs av Felder 1862. Nacaduba macrophthalma ingår i släktet Nacaduba och familjen juvelvingar. Inga underarter finns listade i Catalogue of Life.